# Santa Galla

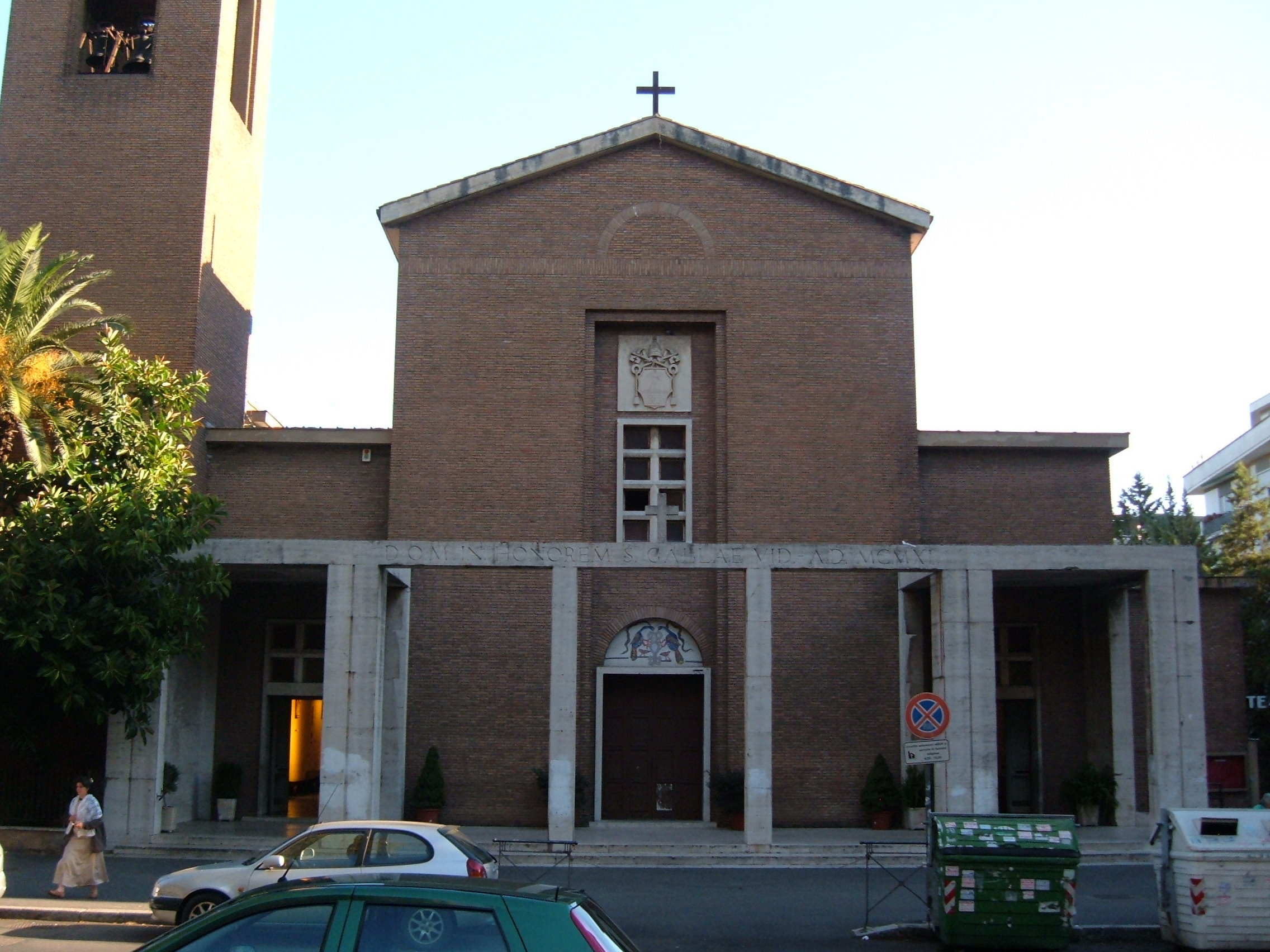
Vista da fachada.

Santa Galla, conhecida também como Santa Galla Nuova, é uma igreja titular localizada na Via Circonvallazione Ostiense, 195, no quartiere Ostiense de Roma. É dedicada a Santa Gala. O cardeal-presbítero protetor do título cardinalício de Santa Gala é Daniel Sturla Berhouet, arcebispo de Montevidéu.

## História
Esta igreja preserva a memória de Santa Galla Antiqua, um complexo com igreja e hospital do século XVIII fundado originalmente na Idade Média e que ficava ao norte da Piazza della Boca della Verità até ser demolido por ordem de Mussolini para permitir a abertura da Via del Mare, a moderna Via del Teatro di Marcello. A igreja foi demolida em 1928 e o hospital, em 1935. A nova igreja foi subsidiada pelo governo fascista como compensação. 
Depois de alguma demora, a nova igreja foi construída em 1940 com base num projeto do arquiteto Tullio Rossi e foi consagrada pelo cardeal Ugo Poletti em 15 de dezembro de 1990 nas celebrações do 50º aniversário da fundação da paróquia. Ela foi criada em 13 de dezembro de 1940 através do decreto "Templum in honorem" do cardeal-vigário Francesco Marchetti Selvaggiani. 
Santa Galla foi visitada por dois pontífices, Paulo VI em 13 de março de 1966 e São João Paulo II em 25 de janeiro de 1981. Em 14 de fevereiro de 2015, o papa Francisco elevou a igreja a sede do título cardinalício de Santa Gala.

## Descrição

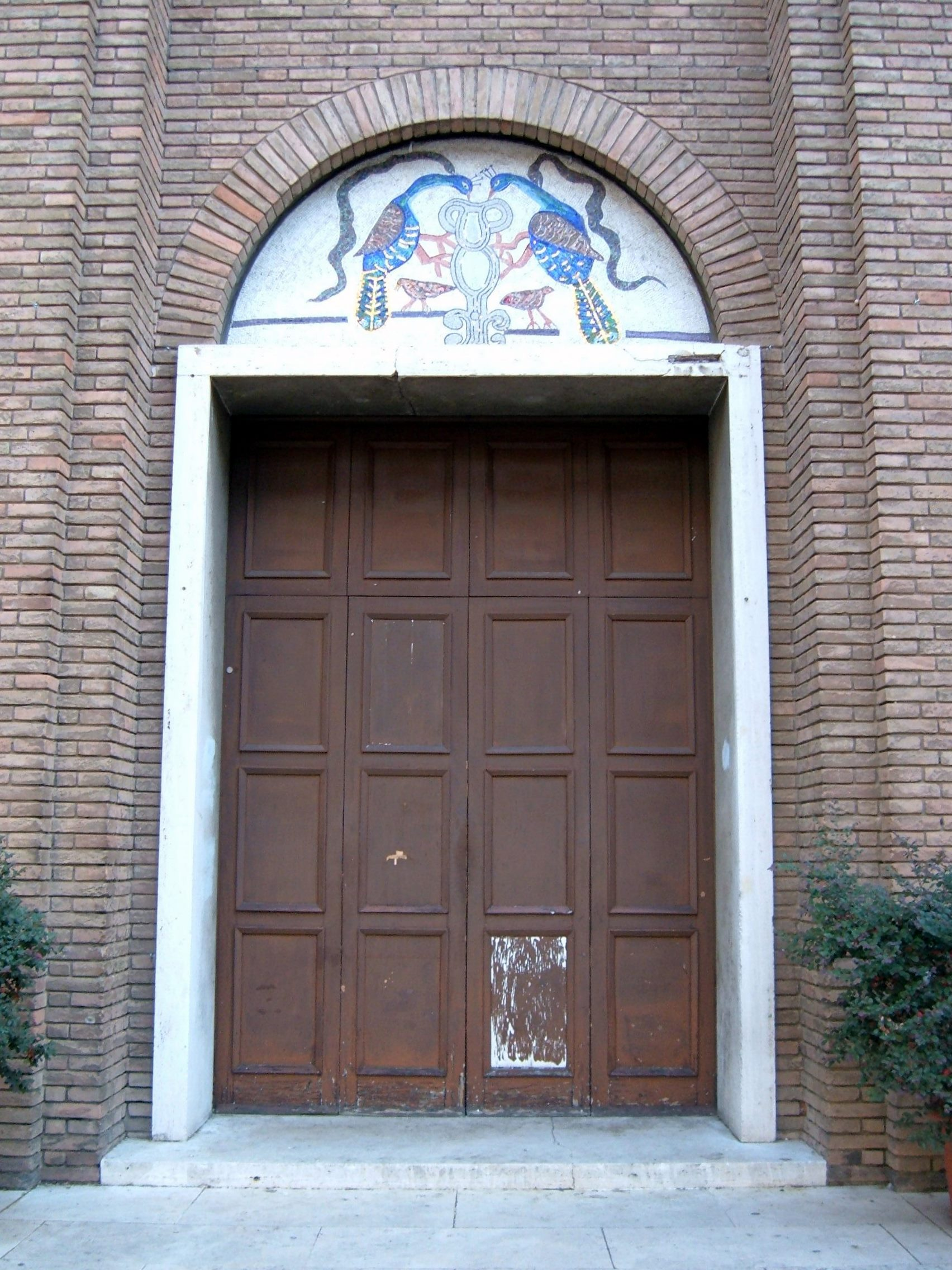
Detalhe do portal.

O parvis da igreja (o espaço consagrado à frente da fachada) é delimitado por uma colunata em travertino composto por uma arquitrave sustentada por colunas. Em posição correspondente às duas naves laterais no interior, a colunata apresenta uma cobertura plana. A fachada, com parede de tijolos aparentes, é saliente e apresenta, no centro, um alto nicho retangular que abriga, na parte de baixo, o portal e, mais acima, uma grande janela encimada pelo brasão do papa Pio XII. Correspondendo à nave central, a fachada termina numa forma triangular e é encimada por uma cruz. Dois portais gêmeos, cada um deles encimado por uma janela com estrutura de mármore e no formato de uma cruz grega, dão acesso a cada uma das naves laterais.
Na arquitrave da colunata está a inscrição D(EO) O(PTIMO) M(AXIMO) IN HONOREM S(ANCTAE) GALLAE VID(UAE) - A(NNO) D(OMINI) MCMXL, que significa "A Deus Ótimo Máximo, em homenagem à viúva Santa Gala — no ano do Senhor de 1940". 
À esquerda da fachada está um campanário em cuja cela se abre em janelas retangulares nos quatro lados. Ele termina com uma cobertura no formato de pirâmide com uma cruz no topo.
No interior, a igreja tem três naves separadas por colunas de mármore vermelho com teto de madeira. Quatorze janelas incolores permitem a entrada de luz no salão principal, que termina numa abside semicircular. O presbitério, elevado acima de pequenos degraus, abriga o altar-mor, bem pequeno, constituído por um cipo em relevo da época flaviana. A nave da esquerda termina na capela dedicada ao Santíssimo Sacramento, decorada por um tondo de madeira com uma representação da "Ceia de Emaús".

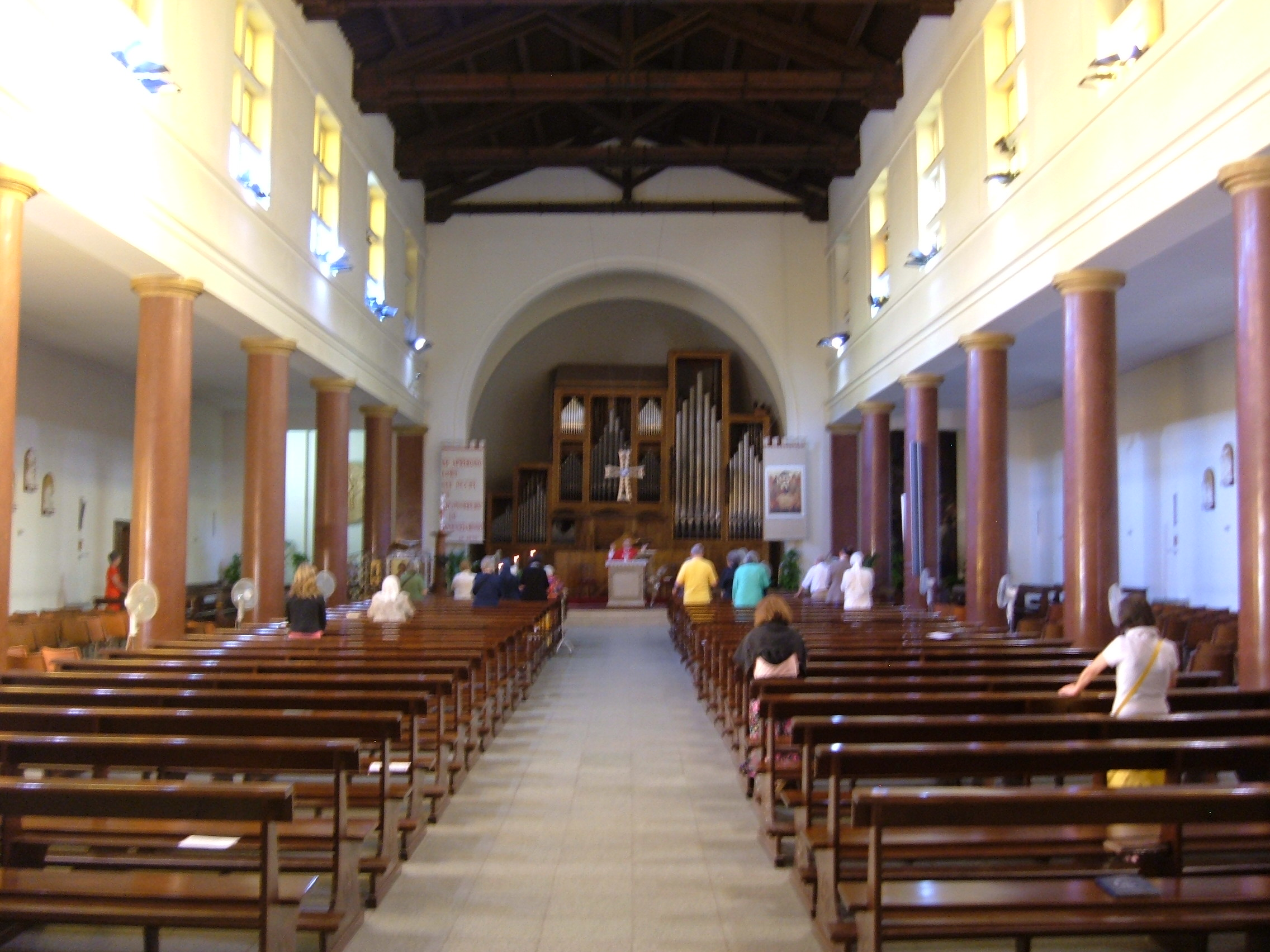
Vista do interior.

Em Santa Galla Nuova estão preservadas duas obras provenientes da antiga Santa Galla Antiqua, demolida na década de 1930 para permitir o alargamento da Via del Teatro Marcello, no rione Ripa, entre as quais uma tela do século XVII, "Visão de Santa Gala", abrigada na capela no fundo da nave da direita. Uma lápide afixada no fundo da igreja, perto da entrada, relembra a antiga igreja e sua demolição, a construção do edifício novo e a criação da nova paróquia.
A abside é inteiramente ocupada pelo órgão de tubos, obra de Bartolomeo Formentelli, que o realizou em várias ocasiões até o final de 2003 a partir de um núcleo original de 1967 que já continha materiais de órgãos italianos do século XIX.

### Altar
O Altar Relicário de Santa Gala, em mármore branco, é um altar (em latim: ara) funerário da época flaviana (século I), descoberto no século XI. Ele vem da antiga igreja de Santa Maria in Portico, inteiramente reconstruída pela família Odescalchi a partir de agosto de 1683 e rebatizada de Santa Galla. Ele permaneceu ali até 1932, quando a igreja foi demolida para permitir o alargamento de Via del Teatro di Marcello. Na época, o altar foi levado para San Giorgio in Velabro e somente em 20 de setembro de 1988 é que o antigo altar foi transportado para a nova igreja de Santa Galla.
O altar propriamente dito é constituído por um bloco único de mármore branco no formato de um paralelepípedo com uma cavidade grosseiramente executada na Idade Média para a inserção de relíquias e protegida por uma cobertura de mármore no tampo quadrado. Duas inscrições estão gravadas na peça: a primeira comemorando a consagração "do templo" — Santa Maria in Portico — pelo papa Gregório VII. A segunda é uma dedicatória ao "Nosso Senhor Jesus", realizada em Santa Maria. Na primeira parte está a data de consagração do altar: 1073, décima-primeira indicção, no dia 8 de julho. A outra parte contém um longo elenco de relíquias preservadas ali: os fragmentos da cruz e da esponja de Cristo, fragmentos da cruz e dos ossos de Santo André e as relíquias de outros 21 mártires, incluindo seis mulheres.